# مارلين فاروجيا
مارلين فاروجيا (بالإنجليزية: Marlene Farrugia)‏ (ولدت في 24 تموز/يوليو 1966) هي عضوة في برلمان مالطا ومؤسسة وزعيمة الحزب الديمقراطي. كانت مارلين في السابق عضوة في الحزب القومي، الذي انشقت عنه في الانتخابات العامة في عامي 1996 و1998، وحزب العمل، الذي انتخبت له في عامي 2008 و2013، قبل أن تستقيل في عام 2015 وتشكل الحزب الديمقراطي في 2016.

## الحياة السياسية
دخلت فاروجيا لأول مرة المشهد السياسي في عام 1996، حيث ترشحت (تحت اسم مارلين بوليتشينو) للحزب الوطني في انتخابات المجلس المحلي في ذلك العام وانتخبت، وعملت في مجلس زيبوج المحلي بين عامي 1996 و1999. ثم حصلت في وقت لاحق للانتخابات العامة لعام 1998 على تذكرة الحزب الوطني. وحصلت على 311 صوتا أوليًا من الدائرة الانتخابية الخامسة ولم تُنتخب.
حولت فاروجيا ولاءها إلى حزب العمل بعد الاستفتاء بالانضمام للاتحاد الأوروبي الذي عُقد في عام 2003. وقد اعترضت على الانتخابات العامة لعام 2008 نيابةً عن حزب العمل وانتخبت من الدائرة الانتخابية الخامسة وبلغ مجموع الأصوات 375 3 صوتًا. أُعيد انتخابها من نفس الدائرة الانتخابية في عام 2013، وحصلت على 2525 صوت من الفرز الأول.

## الحزب الديمقراطي
قدّمت فاروجيا استقالتها من الحزب في 17 نوفمبر 2015 بعد خلافات عدة نشأت مع حزب العمل لتصبح النائب المستقل الوحيد في مجلس النواب المالطي. ثم أسست لاحقًا الحزب الديمقراطي لتصبح زعيمته الأولى. أُعيد انتخابها للبرلمان في الانتخابات العامة في عام 2017 كأول عضو منتخب للبرلمان من طرف ثالث منذ عام 1962.

## الآراء السياسية
تشتهر فاروجيا بطبيعتها الصريحة، وكانت ناقدًا ساخنًا لحزبها في عدد من القضايا، بما في ذلك إدخال الطلاق، والقضايا البيئية والتنمية المفرطة، والحكم الرشيد. يُعرف موقفها السياسي كمركز يسار، لكنها تتأثر أيضًا بإيمانها الكاثوليكي الروماني (كما ظهر في قضية الطلاق الذي عارضته في البداية لأسباب دينية في الفترة التي سبقت استفتاء عام 2011). تشتهر فاروجيا أيضًا بآرائها الصاخبة في القضايا المتعلقة بحماية البيئة (وخاصةً في جميع أنحاء الجدل المتعلق بالمعهد الأمريكي لمالطا) والحكم الرشيد، ووجهت بسبب ذلك الأمر انتقادًا شديدًا للوزير كونراد ميززي رئيس الأركان ورئيس الوزراء المالطي كيث شمبري في تسريبات أوراق بنما.

## الممتلكات
تملتلك فاروجيا برج كافاليير في كريندي.